# Alain Roche
Alain Roche (Brive-la-Gaillarde, 14 oktober 1967) is een voormalig profvoetballer uit Frankrijk, die speelde als verdediger gedurende zijn carrière. Hij kwam 25 keer uit voor het Franse elftal, en scoorde één keer voor Les Bleus in de periode 1988-1996. Hij werd in 1992 uitgeroepen tot Frans voetballer van het jaar.

## Interlandcarrière
Roche nam met Frankrijk deel aan het EK voetbal 1996 in Engeland, waar de ploeg sneuvelde in de halve finales. Hij maakte zijn debuut op 19 november 1988 in de WK-kwalificatiewedstrijd tegen Joegoslavië (3-2) in Belgrado, net als middenvelder Christian Perez. Hij vormde in dat duel – het eerste onder leiding van bondscoach Michel Platini – een verdediging met Manuel Amoros, Basile Boli en Sylvain Kastendeuch. Zijn eerste en enige interlanddoelpunt maakte hij op 17 februari 1993 in de WK-kwalificatiewedstrijd tegen Israël (0-4) in Tel Aviv.

## Erelijst
Girondins de Bordeaux
- Frans landskampioen

1987
- Coupe de France

1986, 1987
- Coupe de la Ligue

2002
 Olympique Marseille
- Frans landskampioen

1990
 Paris Saint-Germain
- Frans landskampioen

1994
- Coupe de France

1993, 1995, 1988
- Coupe de la Ligue

1995, 1988
 Valencia
- Copa del Rey

1999